# Sukkub

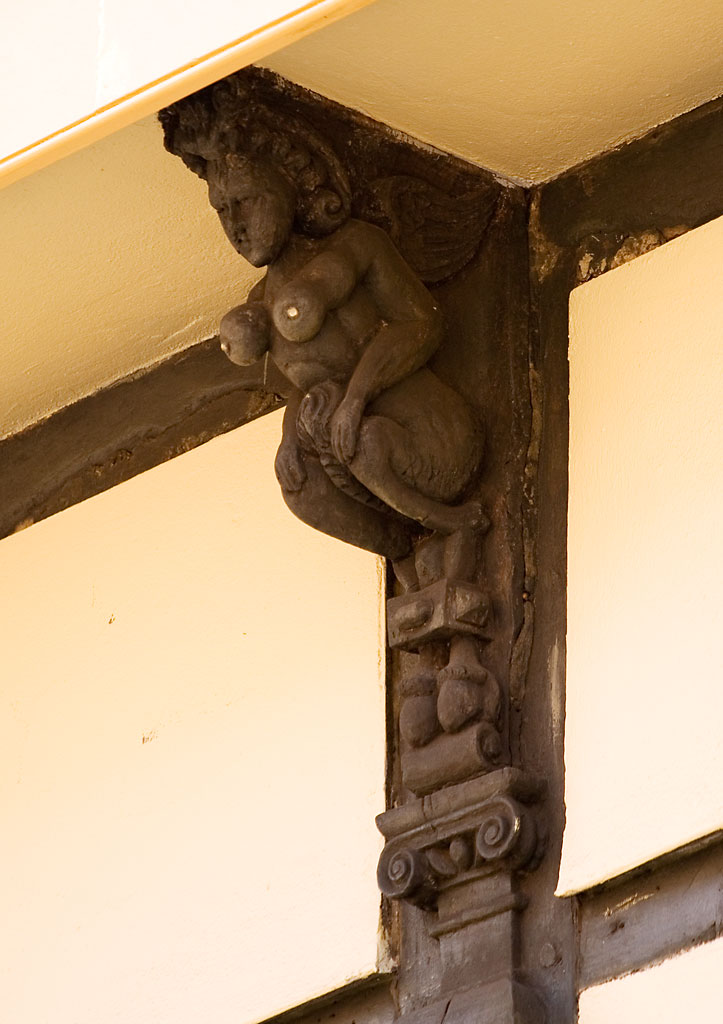
Umieszczona przed gospodą rzeźba przedstawiająca sukkuba oznaczała, że karczma prowadzi również dom publiczny.

Sukkub (śrdw.-łac. succubus, od łac. succuba „nałożnica”, od succubare „leżeć pod”) – w demonologii sukkubami nazywa się demony przybierające postać niezwykle pięknych kobiet (często obdarzonych również atrybutami charakterystycznymi dla demonów, np. rogami albo kopytami), nawiedzające mężczyzn we śnie i kuszące ich współżyciem seksualnym (zespół „demona nocy”).

## Opis
Niektóre źródła ezoteryczne mówią, jakoby sukkuby mogły być demonami płci męskiej jedynie przybierającymi postać żeńską, bądź też hermafrodytami. Aczkolwiek istota ta z natury swojej reprezentuje pierwiastek żeński, łaciński termin succubus jest gramatycznie rodzaju męskiego, co, jak się wydaje, związane było z przekonaniem o bezpłciowości demonów; forma żeńska tego wyrazu – succuba, trafia się jedynie sporadycznie. 
Według Malleus Maleficarum („Młot na czarownice”) sukkuby zbierały od skuszonych mężczyzn nasienie, którego potem inkuby używały do zapładniania kobiet. Dzieci spłodzone w ten sposób miały być szczególnie podatne na wpływ Szatana.
Od XVI w. umieszczona przed gospodą rzeźba przedstawiająca sukkuba oznaczała, że karczma prowadzi również dom publiczny.
Demonologia twierdzi, iż królową sukkubów była pierwsza hipotetyczna żona Adama, Lilith, która po odejściu od niego stała się jedną z siedmiu żon Lucyfera. Średniowieczne przekazy głoszą, że Lilith obiecała nie nasyłać sukkubów na ludzi którzy posiadają amulet, na którym wypisane były imiona trzech aniołów cnót czystości. Ezoteryczne pisma twierdzą, że sukkuby, oprócz wysysania energii życiowej i kuszenia mężczyzn współżyciem seksualnym, starają się także przejąć duszę ofiary poprzez stopniową pogłębiającą się w niej demoralizację na tle seksualnym. Ludzie, którzy mówią, że stali się ofiarami ataków sukkubów, podają, że oprócz kontaktu fizycznego te demony w postaci pięknych kobiet potrafiły ukazywać się w ich snach.
Syn sukkuba i mężczyzny to kambion.

## Wizerunek sukkuba w literaturze, grach i filmach
Historię sukkuba opowiedział Walter Map w swoich wydanych w 1185 roku „Drobnostkach dworzanina”.
O losach sukkuba imieniem Bo opowiada też kanadyjski serial telewizyjny Zagubiona tożsamość.
Sukkuby pojawiają się także w dwóch pierwszych grach z serii Diablo. Są w nich jednymi z ostatnich, zwykłych przeciwników.